# Georg Huber (Politiker, 1950)
Georg Konrad Huber (* 6. Januar 1950 in Obertaufkirchen) ist ein deutscher Politiker (CSU) und war von 2002 bis 2020 Landrat des oberbayerischen Landkreises Mühldorf am Inn.

## Leben
Georg Huber ist gelernter Maurermeister und Bautechniker. Im November 1981 wurde er zum Bürgermeister seiner Heimatgemeinde Schwindegg gewählt. 2002 folgte die Wahl zum Landrat des Landkreises Mühldorf, worauf er sein Amt als Bürgermeister ablegte. Bei den Kommunalwahlen 2008 und 2014 wurde er jeweils im ersten Wahlgang gegen mehrere Gegenkandidaten in seinem Amt als Landrat bestätigt. 
Georg Huber ist außerdem Mitglied des Kreisvorstandes der CSU im Landkreis Mühldorf a. Inn, sowie Bezirksvorsitzender, Hauptausschussmitglied im Landesvorstand und Mitglied des Bundesvorstandes der Kommunalpolitischen Vereinigung der CSU.
Er ist verheiratet und hat zwei Töchter.